# Comuni dell'Albania

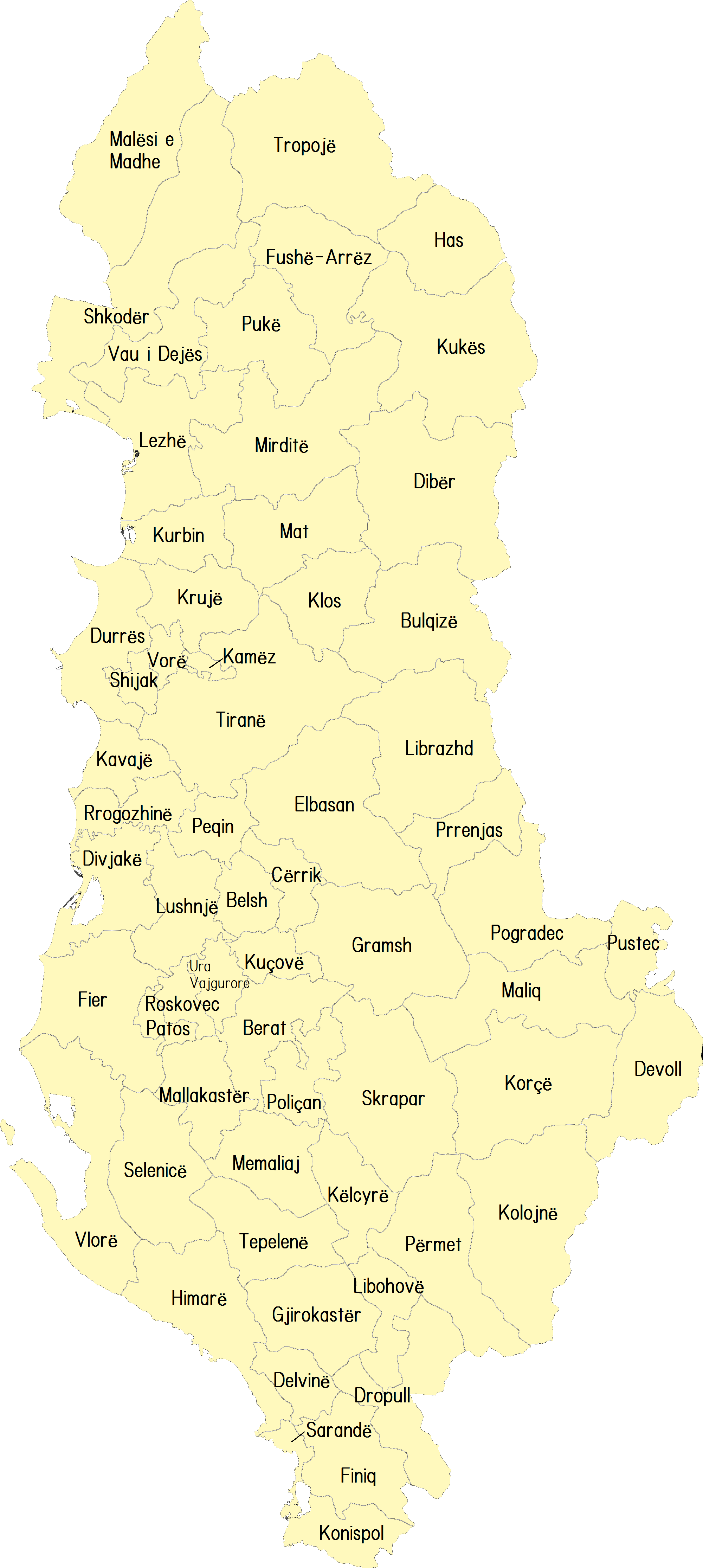
Comuni dell'Albania

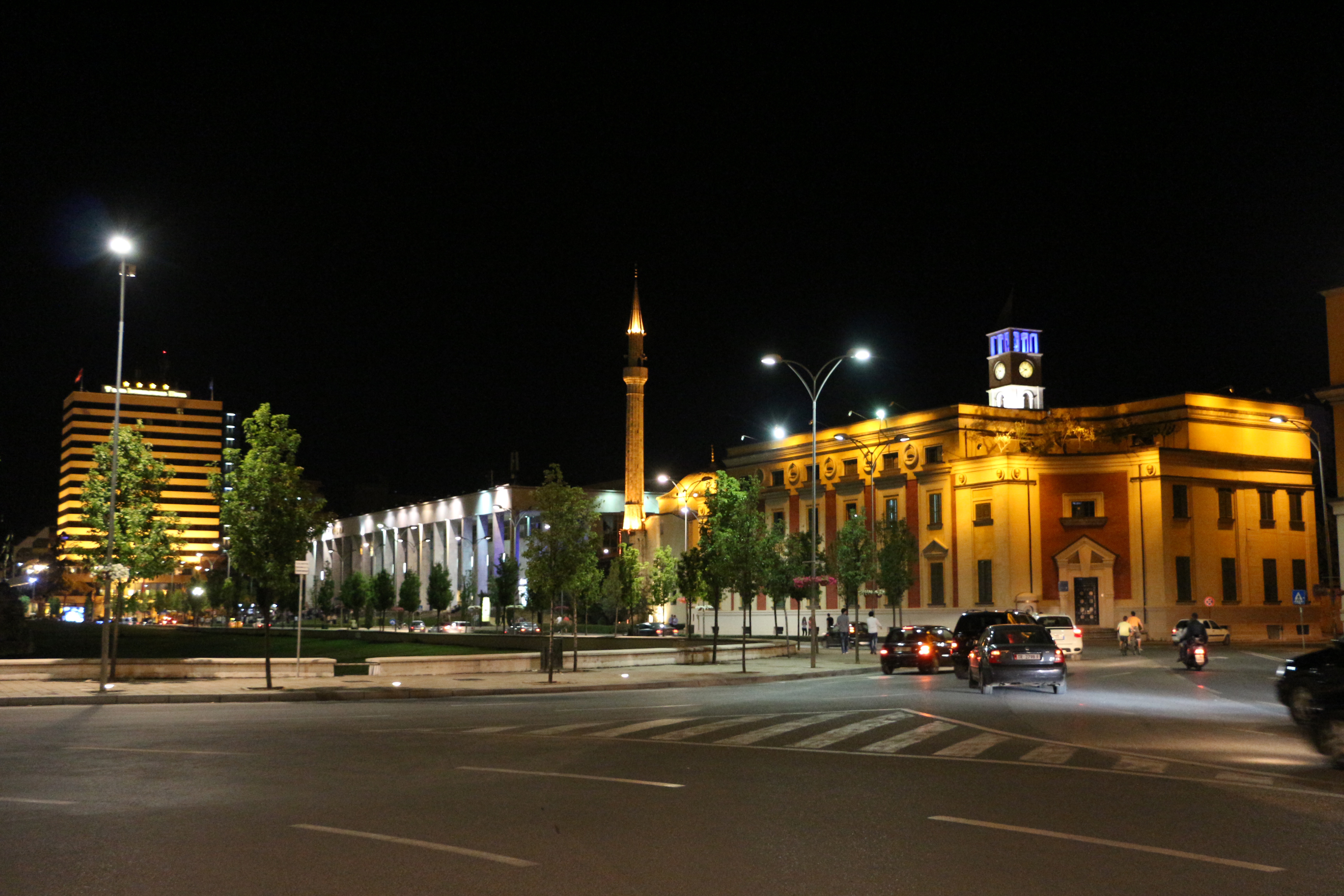
Tiranë

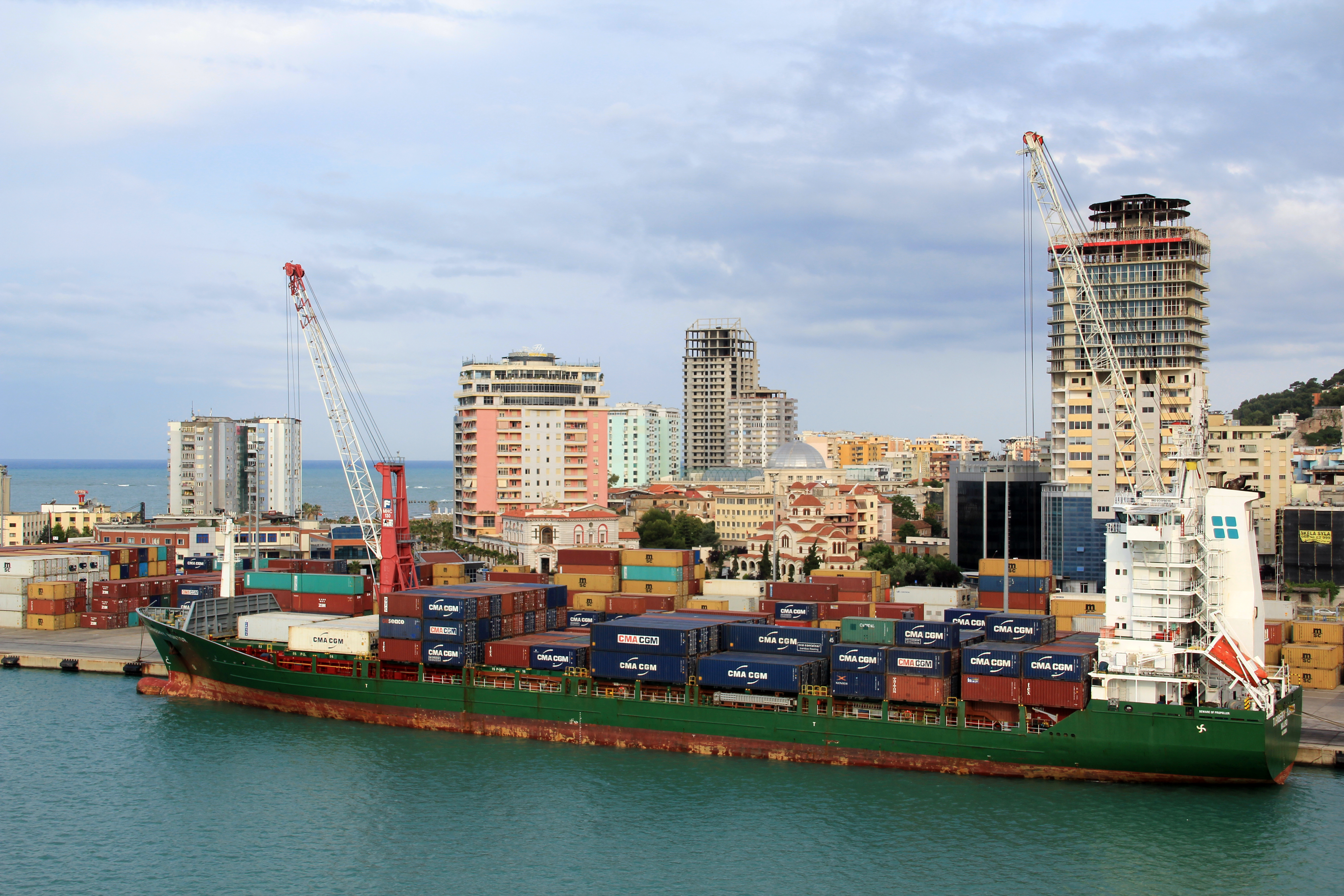
Durrës

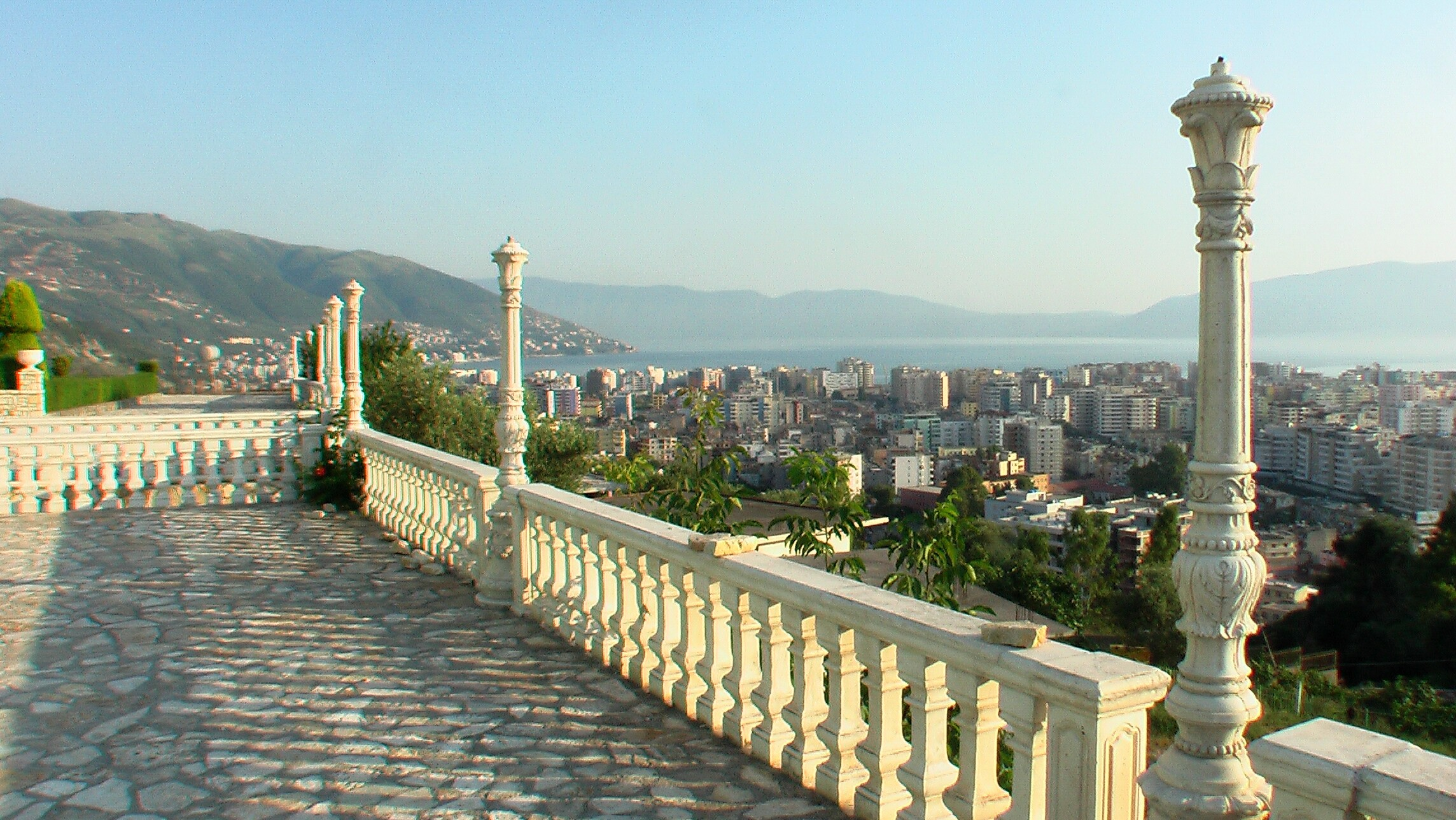
Vlorë

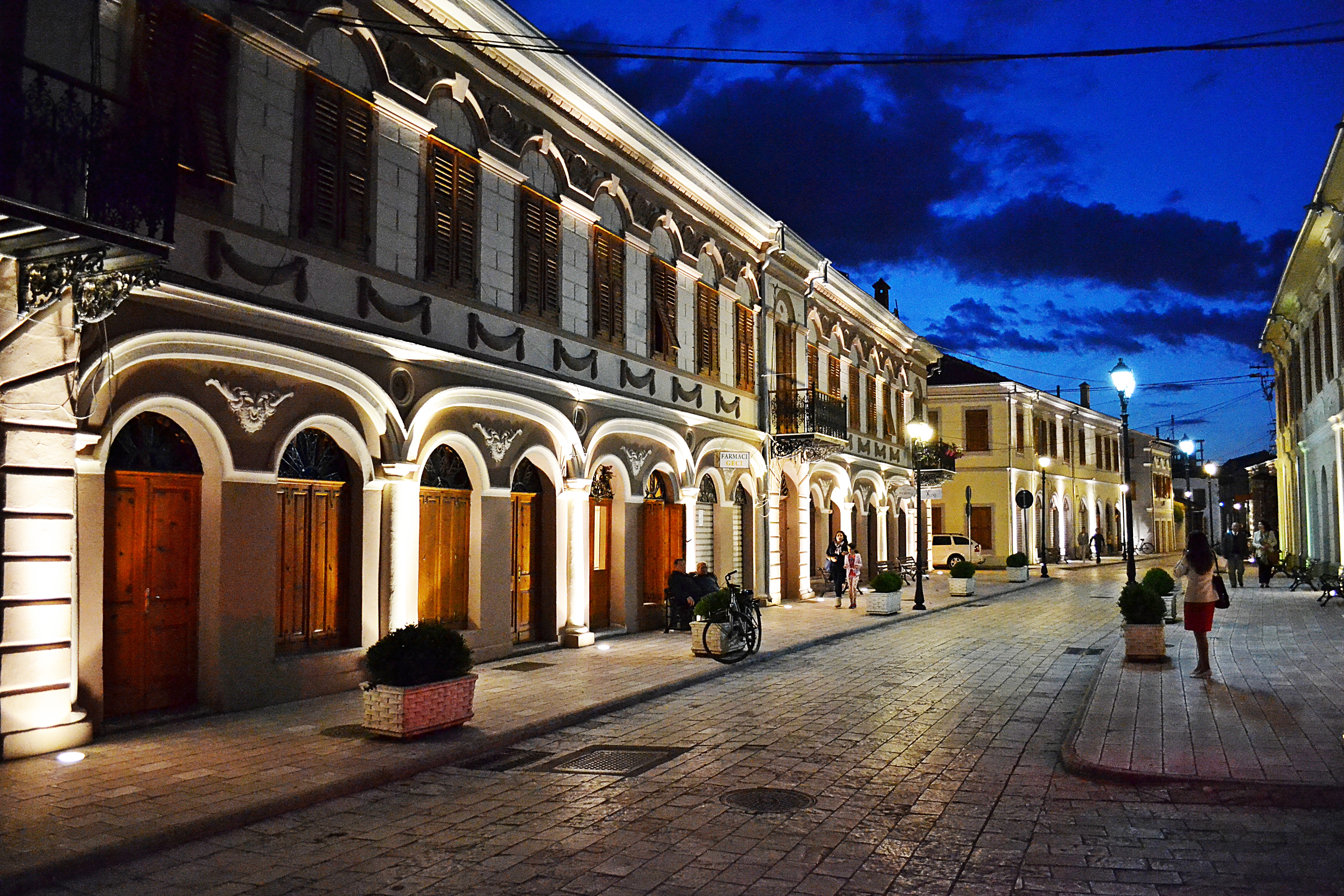
Shkodër

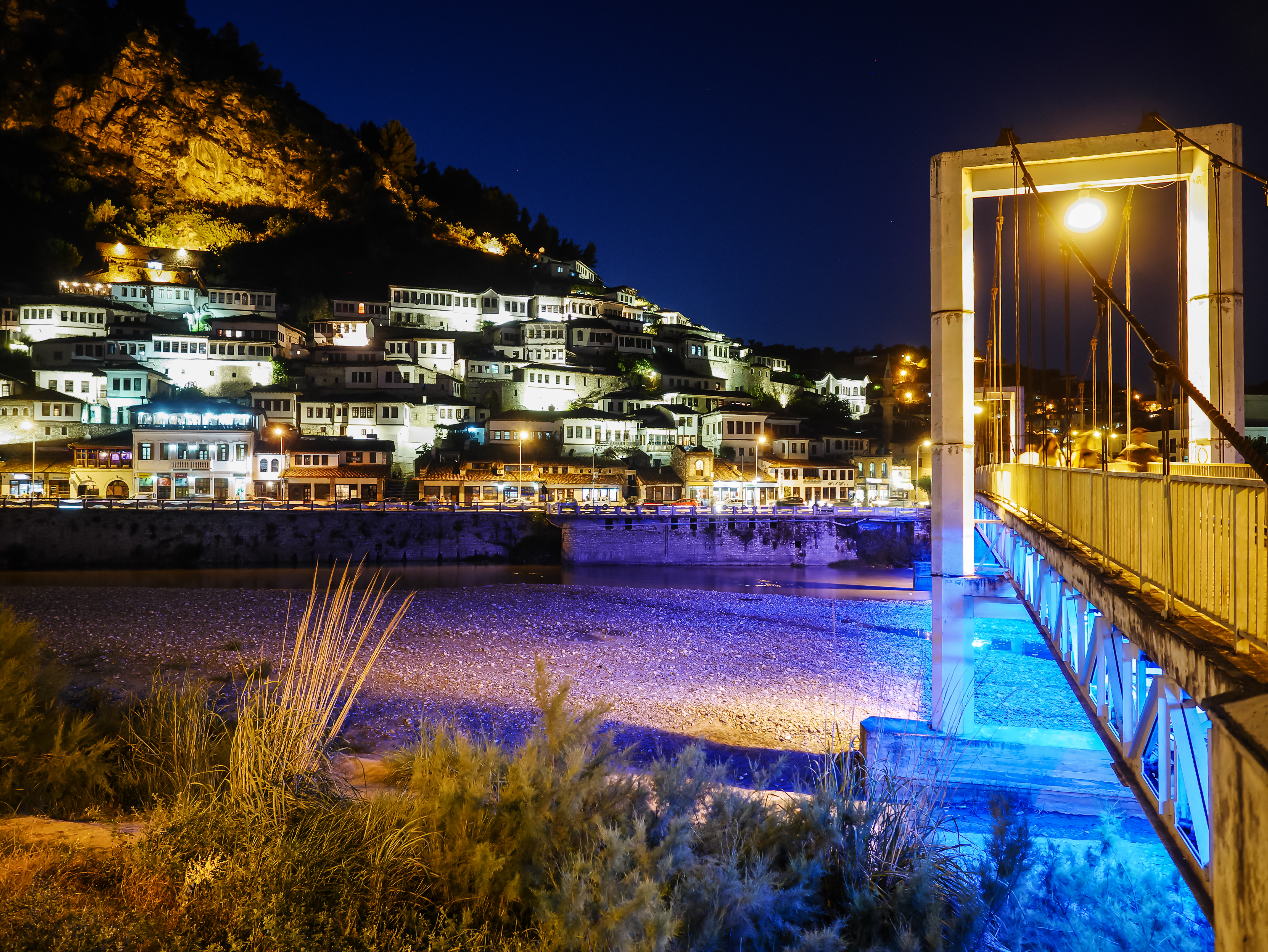
Berat

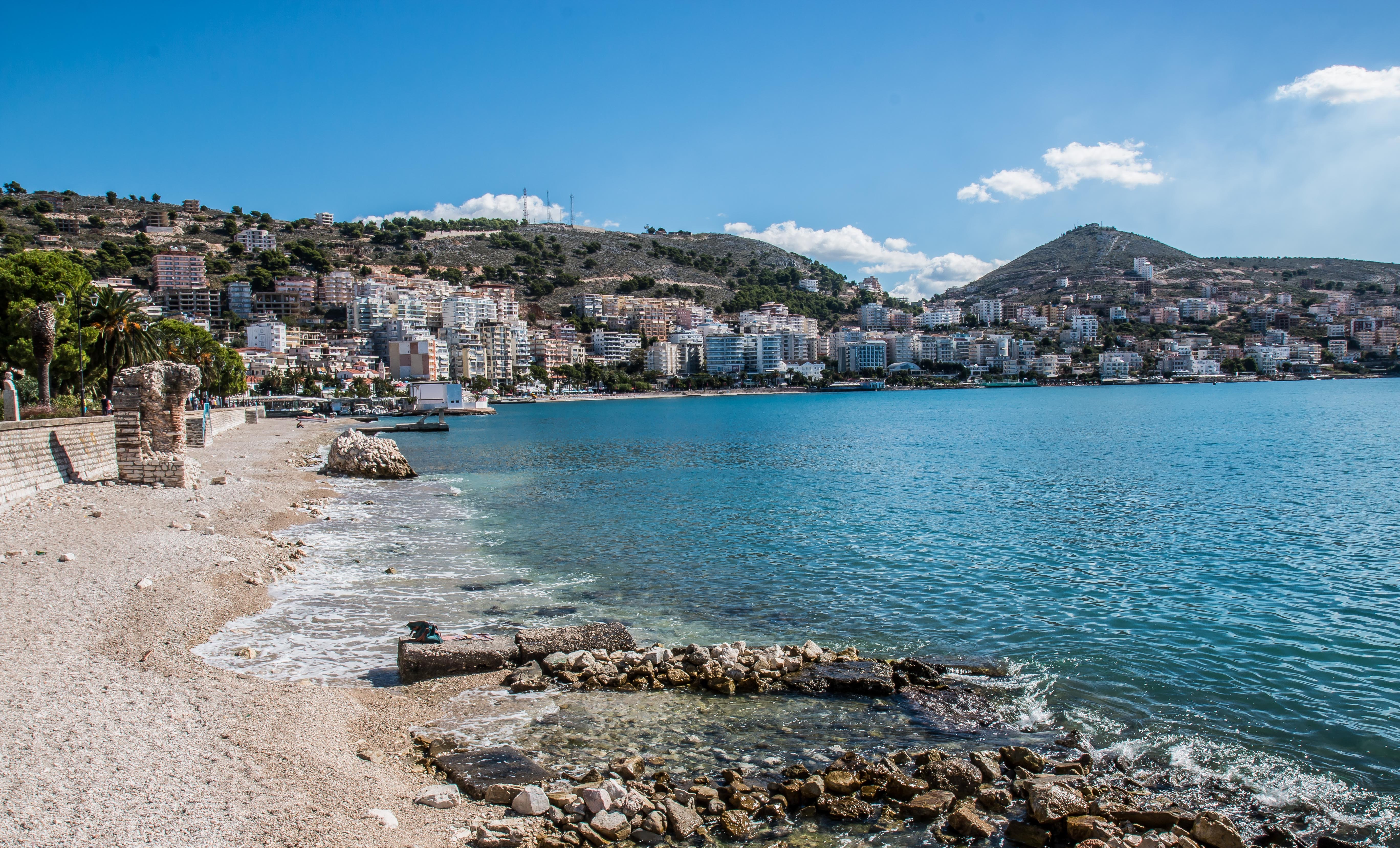
Sarandë

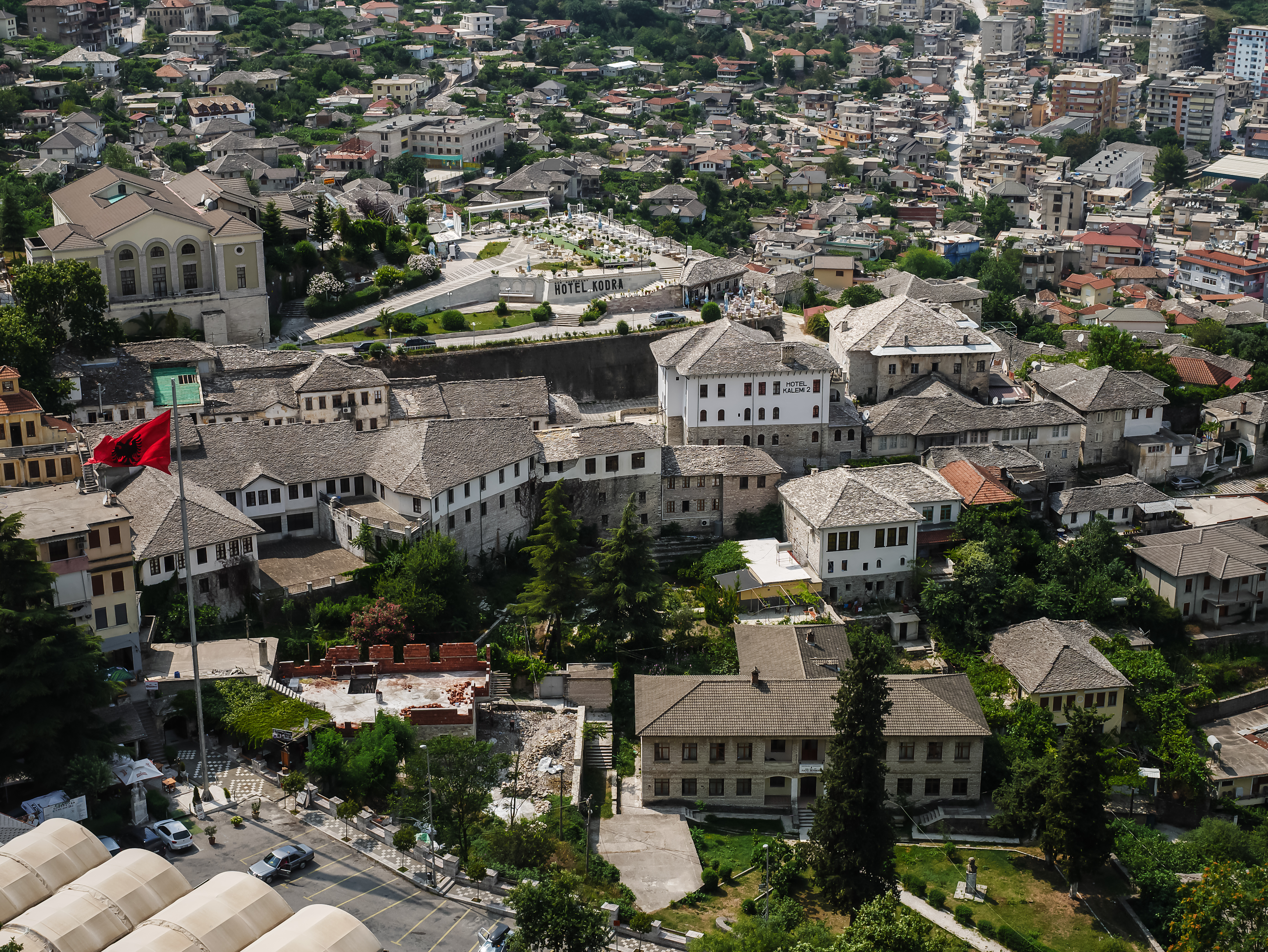
Gjirokastër

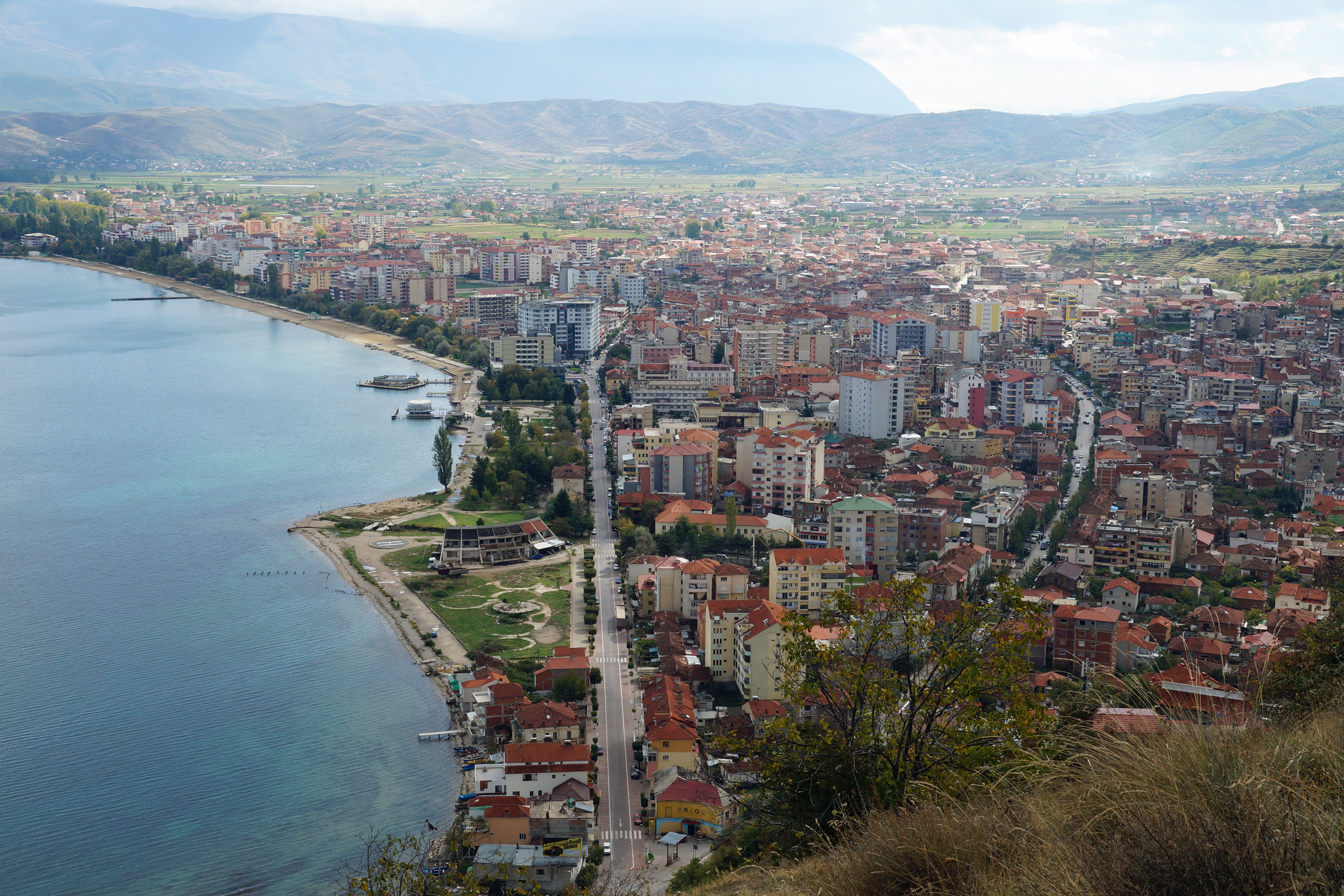
Pogradec

I comuni dell'Albania (in albanese: bashki, sing. bashkia) costituiscono la suddivisione amministrativa di secondo livello del Paese, dopo le 12 prefetture o contee (ufficialmente qark/qarku, ma usato anche prefekturë/prefektura), e ammontano a 61.

## Storia
Fino al 2015 si distinguevano tra comuni urbani (bashkitë, sing. bashkia) o città (qytetet, sing. qytet) e comuni rurali (komunat, sing. komunë). Dopo le elezioni amministrative del 21 giugno 2015, i comuni rurali sono stati aboliti e accorpati ai comuni urbani, contestualmente all'istituzione di  11 nuovi comuni (Devoll, Dibër, Dropull, Has, Kolonjë, Kurbin, Malësi e Madhe, Mallakastër, Mat, Mirdizia e Skrapar). È stato inoltre eliminato il particolare status di cui godeva la capitale del paese, Tirana.
Fino al 2000 tra i comuni e le prefetture si frapponevano 36 distretti (rrethe in albanese), privi tuttavia di valenza amministrativa e definitivamente aboliti nel 2015. Alcuni distretti, peraltro, sono venuti a coincidere territorialmente con i rispettivi comuni omonimi, già istituiti o di nuova istituzione:
- Distretto di Alessio (Alessio);
- Distretto di Kurbin (Kurbin);
- Distretto di Mirdizia (Mirdizia);
- Distretto di Devoll (Devoll);
- Distretto di Kolonjë (Kolonjë);
- Distretto di Pogradec (Pogradec);
- Distretto di Bulqizë (Bulqizë);
- Distretto di Dibër (Dibër);
- Distretto di Kruja (Kruja);
- Distretto di Gramsh (Gramsh);
- Distretto di Peqin (Peqin);
- Distretto di Mallakastër (Mallakastër);
- Distretto di Has (Has);
- Distretto di Kukës (Kukës);
- Distretto di Tropojë (Tropojë);
- Distretto di Malësi e Madhe (Malësi e Madhe).

## Lista

### Prefettura di Alessio
| Comune di aggregazione                 | Popolazione | Comuni accorpati      | Popolazione | Ex distretto          |
| -------------------------------------- | ----------- | --------------------- | ----------- | --------------------- |
| Alessio                                | 65 633      | Alessio               | 15 510      | Distretto di Alessio  |
| Alessio                                | 65 633      | Balldren i Ri         | 6 142       | Distretto di Alessio  |
| Alessio                                | 65 633      | Blinisht              | 3 361       | Distretto di Alessio  |
| Alessio                                | 65 633      | Dajç                  | 3 834       | Distretto di Alessio  |
| Alessio                                | 65 633      | Kallmet               | 4 118       | Distretto di Alessio  |
| Alessio                                | 65 633      | Kolsh                 | 4 228       | Distretto di Alessio  |
| Alessio                                | 65 633      | San Giovanni di Medua | 8 091       | Distretto di Alessio  |
| Alessio                                | 65 633      | Shënkoll              | 13 102      | Distretto di Alessio  |
| Alessio                                | 65 633      | Ungrej                | 1 587       | Distretto di Alessio  |
| Alessio                                | 65 633      | Zejmen                | 5 660       | Distretto di Alessio  |
| Kurbin (Comune di nuova istituzione)   | 46 291      | Fushë-Kuqe            | 5 460       | Distretto di Kurbin   |
| Kurbin (Comune di nuova istituzione)   | 46 291      | Laç                   | 17 086      | Distretto di Kurbin   |
| Kurbin (Comune di nuova istituzione)   | 46 291      | Mamurras              | 15 284      | Distretto di Kurbin   |
| Kurbin (Comune di nuova istituzione)   | 46 291      | Milot                 | 8 461       | Distretto di Kurbin   |
| Mirdizia (Comune di nuova istituzione) | 22 103      | Fan                   | 2 977       | Distretto di Mirdizia |
| Mirdizia (Comune di nuova istituzione) | 22 103      | Kaçinar               | 1 016       | Distretto di Mirdizia |
| Mirdizia (Comune di nuova istituzione) | 22 103      | Kthellë               | 2 209       | Distretto di Mirdizia |
| Mirdizia (Comune di nuova istituzione) | 22 103      | Orosh                 | 1 899       | Distretto di Mirdizia |
| Mirdizia (Comune di nuova istituzione) | 22 103      | Rrëshen               | 8 803       | Distretto di Mirdizia |
| Mirdizia (Comune di nuova istituzione) | 22 103      | Rubik                 | 4 454       | Distretto di Mirdizia |
| Mirdizia (Comune di nuova istituzione) | 22 103      | Selitë                | 745         | Distretto di Mirdizia |

### Prefettura di Argirocastro
| Comune di aggregazione                | Popolazione | Comuni accorpati  | Popolazione | Ex distretto              |
| ------------------------------------- | ----------- | ----------------- | ----------- | ------------------------- |
| Argirocastro                          | 28 673      | Argirocastro      | 19 836      | Distretto di Argirocastro |
| Argirocastro                          | 28 673      | Antigonë          | 998         | Distretto di Argirocastro |
| Argirocastro                          | 28 673      | Cepo              | 1 727       | Distretto di Argirocastro |
| Argirocastro                          | 28 673      | Lazarat           | 2 801       | Distretto di Argirocastro |
| Argirocastro                          | 28 673      | Lunxhëri          | 1 941       | Distretto di Argirocastro |
| Argirocastro                          | 28 673      | Odrie             | 433         | Distretto di Argirocastro |
| Argirocastro                          | 28 673      | Picar             | 937         | Distretto di Argirocastro |
| Dropull (Comune di nuova istituzione) | 3 503       |                   |             | Distretto di Argirocastro |
| Dropull (Comune di nuova istituzione) | 3 503       | Dropull i Poshtëm | 2 100       | Distretto di Argirocastro |
| Dropull (Comune di nuova istituzione) | 3 503       | Dropull i Sipërm  | 971         | Distretto di Argirocastro |
| Dropull (Comune di nuova istituzione) | 3 503       | Pogon             | 432         | Distretto di Argirocastro |
| Libohovë                              | 3 667       |                   |             | Distretto di Argirocastro |
| Libohovë                              | 3 667       | Libohovë          | 1 992       | Distretto di Argirocastro |
| Libohovë                              | 3 667       | Qënder            | 1 264       | Distretto di Argirocastro |
| Libohovë                              | 3 667       | Zagori            | 411         | Distretto di Argirocastro |
| Këlcyrë                               | 6 113       | Këlcyrë           | 2 651       | Distretto di Përmet       |
| Këlcyrë                               | 6 113       | Ballaban          | 1 047       | Distretto di Përmet       |
| Këlcyrë                               | 6 113       | Dishnicë          | 1 159       | Distretto di Përmet       |
| Këlcyrë                               | 6 113       | Sukë              | 1 256       | Distretto di Përmet       |
| Përmet                                | 10 614      |                   |             | Distretto di Përmet       |
| Përmet                                | 10 614      | Permet            | 5 945       | Distretto di Përmet       |
| Përmet                                | 10 614      | Çarshovë          | 918         | Distretto di Përmet       |
| Përmet                                | 10 614      | Frashër           | 387         | Distretto di Përmet       |
| Përmet                                | 10 614      | Petran            | 1 622       | Distretto di Përmet       |
| Përmet                                | 10 614      | Qendër Piskovë    | 1 742       | Distretto di Përmet       |
| Memaliaj                              | 10 657      | Memaliaj          | 2 647       | Distretto di Tepelenë     |
| Memaliaj                              | 10 657      | Buz               | 737         | Distretto di Tepelenë     |
| Memaliaj                              | 10 657      | Fshat Memaliaj    | 1 606       | Distretto di Tepelenë     |
| Memaliaj                              | 10 657      | Krahës            | 2 554       | Distretto di Tepelenë     |
| Memaliaj                              | 10 657      | Luftinjë          | 1 734       | Distretto di Tepelenë     |
| Memaliaj                              | 10 657      | Qesarat           | 1 379       | Distretto di Tepelenë     |
| Tepelenë                              | 8 949       |                   |             | Distretto di Tepelenë     |
| Tepelenë                              | 8 949       | Tepelenë          | 4 342       | Distretto di Tepelenë     |
| Tepelenë                              | 8 949       | Kurvelesh         | 705         | Distretto di Tepelenë     |
| Tepelenë                              | 8 949       | Lopës             | 723         | Distretto di Tepelenë     |
| Tepelenë                              | 8 949       | Qendër Tepelenë   | 3 179       | Distretto di Tepelenë     |

### Prefettura di Berat
| Comune di aggregazione                | Popolazione | Comuni accorpati | Popolazione | Ex distretto         |
| ------------------------------------- | ----------- | ---------------- | ----------- | -------------------- |
| Berat                                 | 60 031      | Berat            | 36 496      | Distretto di Berat   |
| Berat                                 | 60 031      | Otllak           | 9 218       | Distretto di Berat   |
| Berat                                 | 60 031      | Roshnik          | 2 513       | Distretto di Berat   |
| Berat                                 | 60 031      | Sinjë            | 3 351       | Distretto di Berat   |
| Berat                                 | 60 031      | Velabisht        | 8 453       | Distretto di Berat   |
| Ura Vajgurore                         | 27 295      |                  |             | Distretto di Berat   |
| Ura Vajgurore                         | 27 295      | Ura Vajgurore    | 7 232       | Distretto di Berat   |
| Ura Vajgurore                         | 27 295      | Cukalat          | 3 045       | Distretto di Berat   |
| Ura Vajgurore                         | 27 295      | Kutalli          | 9 643       | Distretto di Berat   |
| Ura Vajgurore                         | 27 295      | Poshnjë          | 7 375       | Distretto di Berat   |
| Kuçovë                                | 31 262      |                  |             | Distretto di Berat   |
| Kuçovë                                | 31 262      | Kuçovë           | 12 654      | Distretto di Kuçovë  |
| Kuçovë                                | 31 262      | Kozare           | 5 622       | Distretto di Kuçovë  |
| Kuçovë                                | 31 262      | Perondi          | 9 005       | Distretto di Kuçovë  |
| Kuçovë                                | 31 262      | Lumas            | 3 981       | Distretto di Berat   |
| Poliçan                               | 10 953      | Poliçan          | 4 318       | Distretto di Skrapar |
| Poliçan                               | 10 953      | Tërpan           | 1 716       | Distretto di Berat   |
| Poliçan                               | 10 953      | Vërtop           | 4 919       | Distretto di Berat   |
| Skrapar (Comune di nuova istituzione) | 12 403      | Bogovë           | 1 098       | Distretto di Skrapar |
| Skrapar (Comune di nuova istituzione) | 12 403      | Çepan            | 740         | Distretto di Skrapar |
| Skrapar (Comune di nuova istituzione) | 12 403      | Çorovodë         | 4 051       | Distretto di Skrapar |
| Skrapar (Comune di nuova istituzione) | 12 403      | Gjerbës          | 813         | Distretto di Skrapar |
| Skrapar (Comune di nuova istituzione) | 12 403      | Leshnjë          | 496         | Distretto di Skrapar |
| Skrapar (Comune di nuova istituzione) | 12 403      | Potom            | 897         | Distretto di Skrapar |
| Skrapar (Comune di nuova istituzione) | 12 403      | Qendër Skrapar   | 2 545       | Distretto di Skrapar |
| Skrapar (Comune di nuova istituzione) | 12 403      | Vendreshë        | 984         | Distretto di Skrapar |
| Skrapar (Comune di nuova istituzione) | 12 403      | Zhepë            | 779         | Distretto di Skrapar |

### Prefettura di Coriza
| Comune di aggregazione                | Popolazione | Comuni accorpati | Popolazione | Ex distretto          |
| ------------------------------------- | ----------- | ---------------- | ----------- | --------------------- |
| Devoll (Comune di nuova istituzione)  | 26 716      | Bilisht          | 6 250       | Distretto di Devoll   |
| Devoll (Comune di nuova istituzione)  | 26 716      | Hoçisht          | 4 461       | Distretto di Devoll   |
| Devoll (Comune di nuova istituzione)  | 26 716      | Miras            | 6 577       | Distretto di Devoll   |
| Devoll (Comune di nuova istituzione)  | 26 716      | Progër           | 3 988       | Distretto di Devoll   |
| Devoll (Comune di nuova istituzione)  | 26 716      | Qendër Bilisht   | 5 440       | Distretto di Devoll   |
| Kolonjë (Comune di nuova istituzione) | 11 070      | Barmash          | 480         | Distretto di Kolonjë  |
| Kolonjë (Comune di nuova istituzione) | 11 070      | Çlirim           | 355         | Distretto di Kolonjë  |
| Kolonjë (Comune di nuova istituzione) | 11 070      | Ersekë           | 3 746       | Distretto di Kolonjë  |
| Kolonjë (Comune di nuova istituzione) | 11 070      | Leskovik         | 1 525       | Distretto di Kolonjë  |
| Kolonjë (Comune di nuova istituzione) | 11 070      | Mollas           | 1 520       | Distretto di Kolonjë  |
| Kolonjë (Comune di nuova istituzione) | 11 070      | Novoselë         | 355         | Distretto di Kolonjë  |
| Kolonjë (Comune di nuova istituzione) | 11 070      | Qendër Ersekë    | 2 673       | Distretto di Kolonjë  |
| Kolonjë (Comune di nuova istituzione) | 11 070      | Qendër Leskovik  | 416         | Distretto di Kolonjë  |
| Coriza                                | 75 994      | Coriza           | 51 152      | Distretto di Coriza   |
| Coriza                                | 75 994      | Drenovë          | 5 581       | Distretto di Coriza   |
| Coriza                                | 75 994      | Lekas            | 392         | Distretto di Coriza   |
| Coriza                                | 75 994      | Mollaj           | 3 438       | Distretto di Coriza   |
| Coriza                                | 75 994      | Moscopoli        | 1 058       | Distretto di Coriza   |
| Coriza                                | 75 994      | Qendër Bulgarec  | 9 022       | Distretto di Coriza   |
| Coriza                                | 75 994      | Vithkuq          | 1 519       | Distretto di Coriza   |
| Coriza                                | 75 994      | Voskop           | 3 832       | Distretto di Coriza   |
| Maliq                                 | 41 757      |                  |             | Distretto di Coriza   |
| Maliq                                 | 41 757      | Maliq            | 4 290       | Distretto di Coriza   |
| Maliq                                 | 41 757      | Gorë             | 1 565       | Distretto di Coriza   |
| Maliq                                 | 41 757      | Libonik          | 8 922       | Distretto di Coriza   |
| Maliq                                 | 41 757      | Moglicë          | 951         | Distretto di Coriza   |
| Maliq                                 | 41 757      | Pirg             | 7 652       | Distretto di Coriza   |
| Maliq                                 | 41 757      | Pojan            | 10 864      | Distretto di Coriza   |
| Maliq                                 | 41 757      | Vreshtas         | 7 513       | Distretto di Coriza   |
| Pustec                                | 3 290       | Pustec           | 3 290       | Distretto di Coriza   |
| Pogradec                              | 61 530      |                  |             | Distretto di Coriza   |
| Pogradec                              | 61 530      | Pogradec         | 20 848      | Distretto di Pogradec |
| Pogradec                              | 61 530      | Buçimas          | 15 687      | Distretto di Pogradec |
| Pogradec                              | 61 530      | Çërravë          | 7 009       | Distretto di Pogradec |
| Pogradec                              | 61 530      | Dardhas          | 2 182       | Distretto di Pogradec |
| Pogradec                              | 61 530      | Proptisht        | 4 785       | Distretto di Pogradec |
| Pogradec                              | 61 530      | Trebinjë         | 2 481       | Distretto di Pogradec |
| Pogradec                              | 61 530      | Velçan           | 2 548       | Distretto di Pogradec |
| Pogradec                              | 61 530      | Udenisht         | 5 990       | Distretto di Pogradec |

### Prefettura di Dibër
| Comune di aggregazione              | Popolazione | Comuni accorpati | Popolazione | Ex distretto         |
| ----------------------------------- | ----------- | ---------------- | ----------- | -------------------- |
| Bulqizë                             | 31 210      | Bulqizë          | 8 177       | Distretto di Bulqizë |
| Bulqizë                             | 31 210      | Fushë Bulqizë    | 3 342       | Distretto di Bulqizë |
| Bulqizë                             | 31 210      | Gjoricë          | 4 214       | Distretto di Bulqizë |
| Bulqizë                             | 31 210      | Martanesh        | 1 836       | Distretto di Bulqizë |
| Bulqizë                             | 31 210      | Ostren           | 3 034       | Distretto di Bulqizë |
| Bulqizë                             | 31 210      | Shupenzë         | 5 503       | Distretto di Bulqizë |
| Bulqizë                             | 31 210      | Trebisht         | 993         | Distretto di Bulqizë |
| Bulqizë                             | 31 210      | Zerqan           | 4 111       | Distretto di Bulqizë |
| Dibër (Comune di nuova istituzione) | 61 619      | Arras            | 3 055       | Distretto di Dibër   |
| Dibër (Comune di nuova istituzione) | 61 619      | Fushë Çidhën     | 2 909       | Distretto di Dibër   |
| Dibër (Comune di nuova istituzione) | 61 619      | Kala e Dodës     | 2 252       | Distretto di Dibër   |
| Dibër (Comune di nuova istituzione) | 61 619      | Kastriot         | 6 200       | Distretto di Dibër   |
| Dibër (Comune di nuova istituzione) | 61 619      | Lurë             | 1 096       | Distretto di Dibër   |
| Dibër (Comune di nuova istituzione) | 61 619      | Luzni            | 2 433       | Distretto di Dibër   |
| Dibër (Comune di nuova istituzione) | 61 619      | Maqellarë        | 10 662      | Distretto di Dibër   |
| Dibër (Comune di nuova istituzione) | 61 619      | Melan            | 3 649       | Distretto di Dibër   |
| Dibër (Comune di nuova istituzione) | 61 619      | Muhurr           | 2 780       | Distretto di Dibër   |
| Dibër (Comune di nuova istituzione) | 61 619      | Peshkopi         | 13 251      | Distretto di Dibër   |
| Dibër (Comune di nuova istituzione) | 61 619      | Qendër Tomin     | 7 590       | Distretto di Dibër   |
| Dibër (Comune di nuova istituzione) | 61 619      | Selishtë         | 1 605       | Distretto di Dibër   |
| Dibër (Comune di nuova istituzione) | 61 619      | Sllovë           | 2 405       | Distretto di Dibër   |
| Dibër (Comune di nuova istituzione) | 61 619      | Zall Dardhë      | 1 051       | Distretto di Dibër   |
| Dibër (Comune di nuova istituzione) | 61 619      | Zall Reç         | 681         | Distretto di Dibër   |
| Klos                                | 16 618      | Klos             | 7 873       | Distretto di Mat     |
| Klos                                | 16 618      | Gurrë            | 3 369       | Distretto di Mat     |
| Klos                                | 16 618      | Suç              | 2 716       | Distretto di Mat     |
| Klos                                | 16 618      | Xibër            | 2 660       | Distretto di Mat     |
| Mat (Comune di nuova istituzione)   | 27 600      |                  |             | Distretto di Mat     |
| Mat (Comune di nuova istituzione)   | 27 600      | Baz              | 2 228       | Distretto di Mat     |
| Mat (Comune di nuova istituzione)   | 27 600      | Burrel           | 10 862      | Distretto di Mat     |
| Mat (Comune di nuova istituzione)   | 27 600      | Derjan           | 1 102       | Distretto di Mat     |
| Mat (Comune di nuova istituzione)   | 27 600      | Komsi            | 4 283       | Distretto di Mat     |
| Mat (Comune di nuova istituzione)   | 27 600      | Lis              | 3 824       | Distretto di Mat     |
| Mat (Comune di nuova istituzione)   | 27 600      | Macukull         | 1 565       | Distretto di Mat     |
| Mat (Comune di nuova istituzione)   | 27 600      | Rukaj            | 2 507       | Distretto di Mat     |
| Mat (Comune di nuova istituzione)   | 27 600      | Ulëz             | 1 229       | Distretto di Mat     |

### Prefettura di Durazzo
| Comune di aggregazione | Popolazione | Comuni accorpati | Popolazione | Ex distretto         |
| ---------------------- | ----------- | ---------------- | ----------- | -------------------- |
| Kruja                  | 59 814      | Kruja            | 11 721      | Distretto di Kruja   |
| Kruja                  | 59 814      | Bubq             | 5 951       | Distretto di Kruja   |
| Kruja                  | 59 814      | Cudhi            | 1 812       | Distretto di Kruja   |
| Kruja                  | 59 814      | Fushë Krujë      | 18 477      | Distretto di Kruja   |
| Kruja                  | 59 814      | Kodër Thumanë    | 12 335      | Distretto di Kruja   |
| Kruja                  | 59 814      | Nikël            | 9 518       | Distretto di Kruja   |
| Durazzo                | 175 110     | Durazzo          | 113 249     | Distretto di Durazzo |
| Durazzo                | 175 110     | Ishëm            | 5 001       | Distretto di Durazzo |
| Durazzo                | 175 110     | Katund i Ri      | 10 161      | Distretto di Durazzo |
| Durazzo                | 175 110     | Manëz            | 6 652       | Distretto di Durazzo |
| Durazzo                | 175 110     | Rrashbull        | 24 081      | Distretto di Durazzo |
| Durazzo                | 175 110     | Sukth            | 15 966      | Distretto di Durazzo |
| Shijak                 | 27 861      |                  |             | Distretto di Durazzo |
| Shijak                 | 27 861      | Shijak           | 7 568       | Distretto di Durazzo |
| Shijak                 | 27 861      | Gjepalaj         | 3 449       | Distretto di Durazzo |
| Shijak                 | 27 861      | Maminas          | 4 463       | Distretto di Durazzo |
| Shijak                 | 27 861      | Xhafzotaj        | 12 381      | Distretto di Durazzo |

### Prefettura di Elbasan
| Comune di aggregazione | Popolazione | Comuni accorpati | Popolazione | Ex distretto          |
| ---------------------- | ----------- | ---------------- | ----------- | --------------------- |
| Belsh                  | 19 503      | Belsh            | 8 781       | Distretto di Elbasan  |
| Belsh                  | 19 503      | Fierzë           | 2 065       | Distretto di Elbasan  |
| Belsh                  | 19 503      | Grekan           | 3 138       | Distretto di Elbasan  |
| Belsh                  | 19 503      | Kajan            | 3 925       | Distretto di Elbasan  |
| Belsh                  | 19 503      | Rrasë            | 1 594       | Distretto di Elbasan  |
| Cërrik                 | 27 445      |                  |             | Distretto di Elbasan  |
| Cërrik                 | 27 445      | Cërrik           | 6 695       | Distretto di Elbasan  |
| Cërrik                 | 27 445      | Gostimë          | 8 116       | Distretto di Elbasan  |
| Cërrik                 | 27 445      | Klos             | 3 262       | Distretto di Elbasan  |
| Cërrik                 | 27 445      | Mollas           | 5 530       | Distretto di Elbasan  |
| Cërrik                 | 27 445      | Shalës           | 3 842       | Distretto di Elbasan  |
| Elbasan                | 141 714     |                  |             | Distretto di Elbasan  |
| Elbasan                | 141 714     | Elbasan          | 78 703      | Distretto di Elbasan  |
| Elbasan                | 141 714     | Bradashesh       | 10 700      | Distretto di Elbasan  |
| Elbasan                | 141 714     | Funarë           | 2 122       | Distretto di Elbasan  |
| Elbasan                | 141 714     | Gjergjan         | 5 126       | Distretto di Elbasan  |
| Elbasan                | 141 714     | Gjinar           | 3 478       | Distretto di Elbasan  |
| Elbasan                | 141 714     | Gracen           | 2 192       | Distretto di Elbasan  |
| Elbasan                | 141 714     | Labinot Fushë    | 7 058       | Distretto di Elbasan  |
| Elbasan                | 141 714     | Labinot Mal      | 5 291       | Distretto di Elbasan  |
| Elbasan                | 141 714     | Papër            | 6 348       | Distretto di Elbasan  |
| Elbasan                | 141 714     | Shirgjan         | 7 307       | Distretto di Elbasan  |
| Elbasan                | 141 714     | Shushicë         | 8 731       | Distretto di Elbasan  |
| Elbasan                | 141 714     | Tregan           | 3 036       | Distretto di Elbasan  |
| Elbasan                | 141 714     | Zavalinë         | 1 622       | Distretto di Elbasan  |
| Gramsh                 | 24 231      | Gramsh           | 8 440       | Distretto di Gramsh   |
| Gramsh                 | 24 231      | Kodovjat         | 2 355       | Distretto di Gramsh   |
| Gramsh                 | 24 231      | Kukur            | 2 560       | Distretto di Gramsh   |
| Gramsh                 | 24 231      | Kushovë          | 659         | Distretto di Gramsh   |
| Gramsh                 | 24 231      | Lenie            | 779         | Distretto di Gramsh   |
| Gramsh                 | 24 231      | Pishaj           | 4 906       | Distretto di Gramsh   |
| Gramsh                 | 24 231      | Poroçan          | 1 269       | Distretto di Gramsh   |
| Gramsh                 | 24 231      | Skënderbegas     | 1 239       | Distretto di Gramsh   |
| Gramsh                 | 24 231      | Sult             | 631         | Distretto di Gramsh   |
| Gramsh                 | 24 231      | Tunjë            | 1 393       | Distretto di Gramsh   |
| Librazhd               | 31 892      | Librazhd         | 6 937       | Distretto di Librazhd |
| Librazhd               | 31 892      | Hotolisht        | 5 706       | Distretto di Librazhd |
| Librazhd               | 31 892      | Lunik            | 2 621       | Distretto di Librazhd |
| Librazhd               | 31 892      | Orenjë           | 3 883       | Distretto di Librazhd |
| Librazhd               | 31 892      | Polis            | 3 385       | Distretto di Librazhd |
| Librazhd               | 31 892      | Qendër Librazhd  | 8 551       | Distretto di Librazhd |
| Librazhd               | 31 892      | Stëblevë         | 809         | Distretto di Librazhd |
| Përrenjas              | 24 906      |                  |             | Distretto di Librazhd |
| Përrenjas              | 24 906      | Përrenjas        | 5 847       | Distretto di Librazhd |
| Përrenjas              | 24 906      | Qukës            | 8 211       | Distretto di Librazhd |
| Përrenjas              | 24 906      | Rrajcë           | 8 421       | Distretto di Librazhd |
| Përrenjas              | 24 906      | Stravaj          | 2 427       | Distretto di Librazhd |
| Peqin                  | 26 136      | Peqin            | 6 353       | Distretto di Peqin    |
| Peqin                  | 26 136      | Gjocaj           | 5 207       | Distretto di Peqin    |
| Peqin                  | 26 136      | Karinë           | 1 350       | Distretto di Peqin    |
| Peqin                  | 26 136      | Pajovë           | 6 626       | Distretto di Peqin    |
| Peqin                  | 26 136      | Përparim         | 3 423       | Distretto di Peqin    |
| Peqin                  | 26 136      | Shezë            | 3 177       | Distretto di Peqin    |

### Prefettura di Fier
| Comune di aggregazione                    | Popolazione | Comuni accorpati | Popolazione | Ex distretto             |
| ----------------------------------------- | ----------- | ---------------- | ----------- | ------------------------ |
| Divjakë                                   | 34 254      | Divjakë          | 8 445       | Distretto di Lushnjë     |
| Divjakë                                   | 34 254      | Grabian          | 3 638       | Distretto di Lushnjë     |
| Divjakë                                   | 34 254      | Gradishtë        | 7 521       | Distretto di Lushnjë     |
| Divjakë                                   | 34 254      | Rremas           | 4 449       | Distretto di Lushnjë     |
| Divjakë                                   | 34 254      | Tërbuf           | 10 201      | Distretto di Lushnjë     |
| Lushnjë                                   | 83 659      |                  |             | Distretto di Lushnjë     |
| Lushnjë                                   | 83 659      | Lushnjë          | 31 105      | Distretto di Lushnjë     |
| Lushnjë                                   | 83 659      | Allkaj           | 4 319       | Distretto di Lushnjë     |
| Lushnjë                                   | 83 659      | Ballagat         | 2 461       | Distretto di Lushnjë     |
| Lushnjë                                   | 83 659      | Bubullimë        | 5 548       | Distretto di Lushnjë     |
| Lushnjë                                   | 83 659      | Dushk            | 7 872       | Distretto di Lushnjë     |
| Lushnjë                                   | 83 659      | Fier-Shegan      | 7 023       | Distretto di Lushnjë     |
| Lushnjë                                   | 83 659      | Golem            | 5 243       | Distretto di Lushnjë     |
| Lushnjë                                   | 83 659      | Hysgjokaj        | 2 603       | Distretto di Lushnjë     |
| Lushnjë                                   | 83 659      | Karbunarë        | 4 193       | Distretto di Lushnjë     |
| Lushnjë                                   | 83 659      | Kolonjë          | 5 728       | Distretto di Lushnjë     |
| Lushnjë                                   | 83 659      | Krutje           | 7 564       | Distretto di Lushnjë     |
| Fier                                      | 120 655     | Fier             | 55 845      | Distretto di Fier        |
| Fier                                      | 120 655     | Cakran           | 11 722      | Distretto di Fier        |
| Fier                                      | 120 655     | Dermenas         | 7 788       | Distretto di Fier        |
| Fier                                      | 120 655     | Frakull          | 6 820       | Distretto di Fier        |
| Fier                                      | 120 655     | Levan            | 8 159       | Distretto di Fier        |
| Fier                                      | 120 655     | Libofshë         | 6 149       | Distretto di Fier        |
| Fier                                      | 120 655     | Mbrostar         | 7 460       | Distretto di Fier        |
| Fier                                      | 120 655     | Portëz           | 8 259       | Distretto di Fier        |
| Fier                                      | 120 655     | Qënder           | 4 207       | Distretto di Fier        |
| Fier                                      | 120 655     | Topojë           | 4 246       | Distretto di Fier        |
| Patos                                     | 22 959      |                  |             | Distretto di Fier        |
| Patos                                     | 22 959      | Patos            | 15 397      | Distretto di Fier        |
| Patos                                     | 22 959      | Ruzhdie          | 2 326       | Distretto di Fier        |
| Patos                                     | 22 959      | Zharrëz          | 5 236       | Distretto di Fier        |
| Roskovec                                  | 21 742      |                  |             | Distretto di Fier        |
| Roskovec                                  | 21 742      | Roskovec         | 4 975       | Distretto di Fier        |
| Roskovec                                  | 21 742      | Kuman            | 5 611       | Distretto di Fier        |
| Roskovec                                  | 21 742      | Kurjan           | 3 618       | Distretto di Fier        |
| Roskovec                                  | 21 742      | Strum            | 7 538       | Distretto di Fier        |
| Mallakastër (Comune di nuova istituzione) | 27 062      | Aranitas         | 2 714       | Distretto di Mallakastër |
| Mallakastër (Comune di nuova istituzione) | 27 062      | Ballsh           | 7 657       | Distretto di Mallakastër |
| Mallakastër (Comune di nuova istituzione) | 27 062      | Fratar           | 3 221       | Distretto di Mallakastër |
| Mallakastër (Comune di nuova istituzione) | 27 062      | Greshicë         | 1 152       | Distretto di Mallakastër |
| Mallakastër (Comune di nuova istituzione) | 27 062      | Hekal            | 2 623       | Distretto di Mallakastër |
| Mallakastër (Comune di nuova istituzione) | 27 062      | Kutë             | 1 977       | Distretto di Mallakastër |
| Mallakastër (Comune di nuova istituzione) | 27 062      | Ngraçan          | 588         | Distretto di Mallakastër |
| Mallakastër (Comune di nuova istituzione) | 27 062      | Qendër           | 6 253       | Distretto di Mallakastër |
| Mallakastër (Comune di nuova istituzione) | 27 062      | Selitë           | 877         | Distretto di Mallakastër |

### Prefettura di Kukës
| Comune di aggregazione            | Popolazione | Comuni accorpati | Popolazione | Ex distretto         |
| --------------------------------- | ----------- | ---------------- | ----------- | -------------------- |
| Has (Comune di nuova istituzione) | 16 790      | Fajza            | 3 491       | Distretto di Has     |
| Has (Comune di nuova istituzione) | 16 790      | Gjinaj           | 1 106       | Distretto di Has     |
| Has (Comune di nuova istituzione) | 16 790      | Golaj            | 6 187       | Distretto di Has     |
| Has (Comune di nuova istituzione) | 16 790      | Krumë            | 6 006       | Distretto di Has     |
| Kukës                             | 47 985      | Kukës            | 16 719      | Distretto di Kukës   |
| Kukës                             | 47 985      | Arrën            | 462         | Distretto di Kukës   |
| Kukës                             | 47 985      | Bicaj            | 5 631       | Distretto di Kukës   |
| Kukës                             | 47 985      | Bushtricë        | 1 486       | Distretto di Kukës   |
| Kukës                             | 47 985      | Grykë-Çajë       | 1 440       | Distretto di Kukës   |
| Kukës                             | 47 985      | Kalis            | 827         | Distretto di Kukës   |
| Kukës                             | 47 985      | Kolsh            | 1 250       | Distretto di Kukës   |
| Kukës                             | 47 985      | Malzi            | 3 072       | Distretto di Kukës   |
| Kukës                             | 47 985      | Shishtavec       | 3 835       | Distretto di Kukës   |
| Kukës                             | 47 985      | Shtiqën          | 3 438       | Distretto di Kukës   |
| Kukës                             | 47 985      | Surroj           | 1 099       | Distretto di Kukës   |
| Kukës                             | 47 985      | Tërthore         | 2 959       | Distretto di Kukës   |
| Kukës                             | 47 985      | Topojan          | 1 753       | Distretto di Kukës   |
| Kukës                             | 47 985      | Ujëmisht         | 1 797       | Distretto di Kukës   |
| Kukës                             | 47 985      | Zapod            | 2 217       | Distretto di Kukës   |
| Tropojë                           | 20 517      | Tropojë          | 4 117       | Distretto di Tropojë |
| Tropojë                           | 20 517      | Bajram Curri     | 5 340       | Distretto di Tropojë |
| Tropojë                           | 20 517      | Bujan            | 2 550       | Distretto di Tropojë |
| Tropojë                           | 20 517      | Bytyç            | 1 563       | Distretto di Tropojë |
| Tropojë                           | 20 517      | Fierzë           | 1 607       | Distretto di Tropojë |
| Tropojë                           | 20 517      | Lekbibaj         | 1 207       | Distretto di Tropojë |
| Tropojë                           | 20 517      | Llugaj           | 1 787       | Distretto di Tropojë |
| Tropojë                           | 20 517      | Margegaj         | 2 346       | Distretto di Tropojë |

### Prefettura di Scutari
| Comune di aggregazione                       | Popolazione | Comuni accorpati | Popolazione | Ex distretto                |
| -------------------------------------------- | ----------- | ---------------- | ----------- | --------------------------- |
| Fushë Arrëz                                  | 7 405       | Fushë Arrëz      | 2 513       | Distretto di Pukë           |
| Fushë Arrëz                                  | 7 405       | Blerim           | 913         | Distretto di Pukë           |
| Fushë Arrëz                                  | 7 405       | Fierzë           | 1 302       | Distretto di Pukë           |
| Fushë Arrëz                                  | 7 405       | Iballë           | 1 129       | Distretto di Pukë           |
| Fushë Arrëz                                  | 7 405       | Qafë Mali        | 1 548       | Distretto di Pukë           |
| Pukë                                         | 11 069      |                  |             | Distretto di Pukë           |
| Pukë                                         | 11 069      | Pukë             | 3 607       | Distretto di Pukë           |
| Pukë                                         | 11 069      | Gjegjan          | 2 846       | Distretto di Pukë           |
| Pukë                                         | 11 069      | Qelëz            | 1 761       | Distretto di Pukë           |
| Pukë                                         | 11 069      | Qerret           | 1 498       | Distretto di Pukë           |
| Pukë                                         | 11 069      | Rrapë            | 1 357       | Distretto di Pukë           |
| Malësi e Madhe (Comune di nuova istituzione) | 30 823      |                  |             | Distretto di Pukë           |
| Malësi e Madhe (Comune di nuova istituzione) | 30 823      | Gruemirë         | 8 890       | Distretto di Malësi e Madhe |
| Malësi e Madhe (Comune di nuova istituzione) | 30 823      | Kastrat          | 6 883       | Distretto di Malësi e Madhe |
| Malësi e Madhe (Comune di nuova istituzione) | 30 823      | Kelmend          | 3 056       | Distretto di Malësi e Madhe |
| Malësi e Madhe (Comune di nuova istituzione) | 30 823      | Koplik           | 3 734       | Distretto di Malësi e Madhe |
| Malësi e Madhe (Comune di nuova istituzione) | 30 823      | Qendër Koplik    | 4 740       | Distretto di Malësi e Madhe |
| Malësi e Madhe (Comune di nuova istituzione) | 30 823      | Shkrel           | 3 520       | Distretto di Malësi e Madhe |
| Scutari                                      | 135 612     | Scutari          | 77 075      | Distretto di Scutari        |
| Scutari                                      | 135 612     | Ana e Malit      | 3 858       | Distretto di Scutari        |
| Scutari                                      | 135 612     | Berdicë          | 5 773       | Distretto di Scutari        |
| Scutari                                      | 135 612     | Dajç             | 3 885       | Distretto di Scutari        |
| Scutari                                      | 135 612     | Gur i Zi         | 8 085       | Distretto di Scutari        |
| Scutari                                      | 135 612     | Postribë         | 7 069       | Distretto di Scutari        |
| Scutari                                      | 135 612     | Pult             | 1 529       | Distretto di Scutari        |
| Scutari                                      | 135 612     | Rrethinat        | 21 199      | Distretto di Scutari        |
| Scutari                                      | 135 612     | Shalë            | 1 804       | Distretto di Scutari        |
| Scutari                                      | 135 612     | Shosh            | 304         | Distretto di Scutari        |
| Scutari                                      | 135 612     | Velipojë         | 5 031       | Distretto di Scutari        |
| Vau i Dejës                                  | 30 438      |                  |             | Distretto di Scutari        |
| Vau i Dejës                                  | 30 438      | Vau i Dejës      | 8 117       | Distretto di Scutari        |
| Vau i Dejës                                  | 30 438      | Bushat           | 14 149      | Distretto di Scutari        |
| Vau i Dejës                                  | 30 438      | Hajmel           | 4 430       | Distretto di Scutari        |
| Vau i Dejës                                  | 30 438      | Shllak           | 671         | Distretto di Scutari        |
| Vau i Dejës                                  | 30 438      | Temal            | 1 562       | Distretto di Scutari        |
| Vau i Dejës                                  | 30 438      | Vig Mnelë        | 1 509       | Distretto di Scutari        |

### Prefettura di Tirana
| Comune di aggregazione | Popolazione | Comuni accorpati | Popolazione | Ex distretto        |
| ---------------------- | ----------- | ---------------- | ----------- | ------------------- |
| Kavajë                 | 40 094      | Kavajë           | 20 192      | Distretto di Kavajë |
| Kavajë                 | 40 094      | Golem            | 6 994       | Distretto di Kavajë |
| Kavajë                 | 40 094      | Helmës           | 3 139       | Distretto di Kavajë |
| Kavajë                 | 40 094      | Luz i Vogël      | 4 735       | Distretto di Kavajë |
| Kavajë                 | 40 094      | Synej            | 5 034       | Distretto di Kavajë |
| Rrogozhinë             | 22 148      |                  |             | Distretto di Kavajë |
| Rrogozhinë             | 22 148      | Rrogozhinë       | 7 049       | Distretto di Kavajë |
| Rrogozhinë             | 22 148      | Gosë             | 4 120       | Distretto di Kavajë |
| Rrogozhinë             | 22 148      | Kryevidh         | 4 662       | Distretto di Kavajë |
| Rrogozhinë             | 22 148      | Lekaj            | 5 126       | Distretto di Kavajë |
| Rrogozhinë             | 22 148      | Sinaballaj       | 1 191       | Distretto di Kavajë |
| Kamëz                  | 104 190     |                  |             | Distretto di Kavajë |
| Kamëz                  | 104 190     | Kamëz            | 66 841      | Distretto di Tirana |
| Kamëz                  | 104 190     | Paskuqan         | 37 349      | Distretto di Tirana |
| Tirana                 | 557 422     |                  |             | Distretto di Tirana |
| Tirana                 | 557 422     | Tirana           | 418 495     | Distretto di Tirana |
| Tirana                 | 557 422     | Baldushk         | 4 576       | Distretto di Tirana |
| Tirana                 | 557 422     | Bërzhitë         | 4 973       | Distretto di Tirana |
| Tirana                 | 557 422     | Dajt             | 20 139      | Distretto di Tirana |
| Tirana                 | 557 422     | Farkë            | 22 633      | Distretto di Tirana |
| Tirana                 | 557 422     | Kashar           | 43 353      | Distretto di Tirana |
| Tirana                 | 557 422     | Krrabë           | 2 343       | Distretto di Tirana |
| Tirana                 | 557 422     | Ndroq            | 5 035       | Distretto di Tirana |
| Tirana                 | 557 422     | Petrelë          | 5 542       | Distretto di Tirana |
| Tirana                 | 557 422     | Pezë             | 6 272       | Distretto di Tirana |
| Tirana                 | 557 422     | Shëngjergj       | 2 186       | Distretto di Tirana |
| Tirana                 | 557 422     | Vaqarr           | 9 106       | Distretto di Tirana |
| Tirana                 | 557 422     | Zall Bastar      | 3 380       | Distretto di Tirana |
| Tirana                 | 557 422     | Zall Herr        | 9 389       | Distretto di Tirana |
| Vorë                   | 25 511      |                  |             | Distretto di Tirana |
| Vorë                   | 25 511      | Vorë             | 10 901      | Distretto di Tirana |
| Vorë                   | 25 511      | Bërxullë         | 9 883       | Distretto di Tirana |
| Vorë                   | 25 511      | Prezë            | 4 727       | Distretto di Tirana |

### Prefettura di Valona
| Comune di aggregazione | Popolazione | Comuni accorpati | Popolazione | Ex distretto         |
| ---------------------- | ----------- | ---------------- | ----------- | -------------------- |
| Delvinë                | 7 598       | Delvinë          | 5 754       | Distretto di Delvinë |
| Delvinë                | 7 598       | Vergo            | 1 844       | Distretto di Delvinë |
| Finiq                  | 10 529      |                  |             | Distretto di Delvinë |
| Finiq                  | 10 529      | Finiq            | 1 333       | Distretto di Delvinë |
| Finiq                  | 10 529      | Mesopotam        | 2 786       | Distretto di Delvinë |
| Finiq                  | 10 529      | Aliko            | 3 849       | Distretto di Saranda |
| Finiq                  | 10 529      | Dhivër           | 1 396       | Distretto di Saranda |
| Finiq                  | 10 529      | Livadhja         | 1 165       | Distretto di Saranda |
| Himara                 | 7 818       | Himara           | 2 822       | Distretto di Valona  |
| Himara                 | 7 818       | Horë-Vranisht    | 2 080       | Distretto di Valona  |
| Himara                 | 7 818       | Lukovë           | 2 916       | Distretto di Saranda |
| Konispol               | 8 245       |                  |             | Distretto di Saranda |
| Konispol               | 8 245       | Konispol         | 2 123       | Distretto di Saranda |
| Konispol               | 8 245       | Markat           | 1 859       | Distretto di Saranda |
| Konispol               | 8 245       | Xarrë            | 4 263       | Distretto di Saranda |
| Saranda                | 20 227      |                  |             | Distretto di Saranda |
| Saranda                | 20 227      | Saranda          | 17 233      | Distretto di Saranda |
| Saranda                | 20 227      | Ksamil           | 2 994       | Distretto di Saranda |
| Selenizza              | 16 396      | Selenizza        | 2 235       | Distretto di Valona  |
| Selenizza              | 16 396      | Armen            | 2 965       | Distretto di Valona  |
| Selenizza              | 16 396      | Brataj           | 2 849       | Distretto di Valona  |
| Selenizza              | 16 396      | Kotë             | 3 516       | Distretto di Valona  |
| Selenizza              | 16 396      | Sevaster         | 1 720       | Distretto di Valona  |
| Selenizza              | 16 396      | Vllahinë         | 3 111       | Distretto di Valona  |
| Valona                 | 104 827     |                  |             | Distretto di Valona  |
| Valona                 | 104 827     | Valona           | 79 513      | Distretto di Valona  |
| Valona                 | 104 827     | Novoselë         | 8 209       | Distretto di Valona  |
| Valona                 | 104 827     | Orikum           | 5 503       | Distretto di Valona  |
| Valona                 | 104 827     | Qendër           | 7 621       | Distretto di Valona  |
| Valona                 | 104 827     | Shushicë         | 3 981       | Distretto di Valona  |

## Situazione fino al 2015
Prima della riforma amministrativa del 2015, erano contemplati 373 comuni: 65 comuni urbani (bashkia o qytete) e 308 comuni rurali (komuna).
I comuni urbani con oltre 40 000 abitanti erano a loro volta suddivise in "quartieri amministrativi" (lagje) di almeno 20 000 abitanti, mentre i comuni rurali erano divisi in 2980 "villaggi" (Fshatra).
Sono indicati in grassetto i comuni urbani.

### Prefettura di Alessio

#### Distretto di Kurbin
- Laç
- Mamurras
- Fushë-Kuqe
- Milot

#### Distretto di Alessio
- Alessio (Lezhë)
- Balldren i Ri (Balldren, Balldre i Ri)
- Blinisht
- Dajç
- Kallmet
- Kolsh (Klosh)
- San Giovanni di Medua (Shëngjin)
- Shënkoll (Shenkolle)
- Ungrej
- Zejmen

#### Distretto di Mirdizia
- Rrëshen
- Rubik
- Fan (Fanë)
- Kaçinar
- Kthellë (Kthjelle)
- Orosh
- Selitë (Selite)

### Prefettura di Argirocastro

#### Distretto di Argirocastro
- Argirocastro (Gjirokastër, Gjirokastra)
- Libohovë
- Antigonë (Antigon)
- Cepo
- Dropull i Poshtëm (Dropulli I Poshte)
- Dropull i Sipërm (Dropulli I Siperm)
- Lazarat
- Lunxhëri
- Odrie
- Picar
- Pogon
- Qendër (Qender Libohove)
- Zagori (Zagorie)

#### Distretto di Përmet
- Këlcyrë
- Përmet
- Ballaban
- Çarshovë
- Dishnicë (Deshnicë)
- Frashër
- Petran
- Qendër Piskovë
- Sukë

#### Distretto di Tepelenë
- Memaliaj
- Tepelenë
- Buz
- Krahës (Krahëz)
- Kurvelesh
- Lopës (Lopez)
- Luftinjë
- Fshat Memaliaj (Memeliaj Fshat)
- Qendër Tepelenë (Qendër Libohovë)
- Qesarat

### Prefettura di Berat

#### Distretto di Berat
- Berat (Berati)
- Ura Vajgurore
- Cukalat (Cukalt)
- Kutalli (Kutali)
- Lumas
- Otllak (Otilak)
- Poshnjë
- Roshnik
- Sinjë
- Tërpan
- Velabisht
- Vërtop

#### Distretto di Kuçovë
- Kuçovë
- Kozare
- Perondi

#### Distretto di Skrapar
- Çorovodë
- Poliçan
- Bogovë
- Çepan
- Gjerbës
- Leshnjë
- Potom
- Qendër Skrapar (Qender Polican)
- Vendreshë
- Zhepë

### Prefettura di Coriza

#### Distretto di Devoll
- Bilisht
- Hoçisht
- Miras
- Progër
- Qendër Bilisht (Bilishtqender)

#### Distretto di Kolonjë
- Ersekë
- Leskovik (Leskovik Bashki)
- Barmash
- Çlirim
- Mollas (Qendër)
- Novoselë
- Qendër Ersekë
- Qendër Leskovik (Leskovik, Leskovik Komune, Qender Leskovike)

#### Distretto di Coriza
- Coriza (Korçë, Korça)
- Maliq
- Drenovë
- Gorë
- Lekas
- Libonik
- Moglicë
- Mollaj (Mollas)
- Moscopoli (Voskopojë)
- Pirg
- Pojan
- Pustec (Liqenas)
- Qendër Bulgarec (Bulgarec Qender)
- Vithkuq
- Voskop
- Vreshtas

#### Distretto di Pogradec
- Pogradec
- Buçimas
- Çërravë
- Dardhas
- Proptisht (Propisht)
- Trebinjë (Trabinjë)
- Udenisht
- Velçan

### Prefettura di Dibër

#### Distretto di Bulqizë
- Bulqizë (Bulqiza)
- Fushë Bulqizë
- Gjoricë
- Martanesh
- Ostren
- Shupenzë
- Trebisht
- Zerqan

#### Distretto di Dibër
- Peshkopi
- Arras
- Fushë Çidhën (Çidhën, Fushe Cidhel)
- Kala e Dodës (Kalaja e Dodës)
- Kastriot
- Lurë
- Luzni
- Maqellarë
- Melan
- Muhurr (Muhur, Fushë Muhurr)
- Qendër Tomin (Tomin, Qafe Tomin)
- Selishtë
- Sllovë
- Zall Dardhë
- Zall Reç

#### Distretto di Mat
- Burrel
- Klos
- Baz
- Derjan
- Gurrë (Gurë, Gurra)
- Komsi
- Lis
- Macukull
- Rukaj
- Suç
- Ulëz
- Xibër

### Prefettura di Durazzo

#### Distretto di Durazzo
- Durazzo (Durrës)
- Manëz (Manze)
- Shijak
- Sukth
- Gjepalaj (Gjepelaj)
- Ishëm
- Katund i Ri (Katundi I Ri)
- Maminas
- Rrashbull (Rashbull)
- Xhafzotaj (Xhafzote)

#### Distretto di Kruja
- Kruja (Krujë)
- Fushë Krujë
- Bubq (Bubuq)
- Cudhi
- Kodër Thumanë (Thumane)
- Nikël

### Prefettura di Elbasan

#### Distretto di Elbasan
- Belsh
- Cërrik
- Elbasan
- Bradashesh (Bradasesh)
- Fierzë
- Funarë (Funar)
- Gjergjan
- Gjinar
- Gostimë (Gostim)
- Gracen
- Grekan
- Kajan
- Klos
- Labinot Fushë
- Labinot Mal
- Mollas
- Papër
- Rrasë
- Shalës (Shalëz)
- Shirgjan
- Shushicë
- Tregan
- Zavalinë (Zavalin)

#### Distretto di Gramsh
- Gramsh
- Kodovjat (Kokovjat)
- Kukur
- Kushovë
- Lenie (Lenjë)
- Pishaj
- Poroçan
- Skënderbegas (Skenderbeg, Skëndërbej)
- Sult
- Tunjë

#### Distretto di Librazhd
- Librazhd
- Përrenjas (Prrenjas)
- Hotolisht
- Lunik
- Orenjë
- Polis
- Qendër Librazhd (Qender)
- Qukës
- Rrajcë (Rajce)
- Stëblevë (Steblebe)
- Stravaj (Stavraj)

#### Distretto di Peqin
- Peqin
- Gjocaj (Goçaj)
- Karinë (Karinje)
- Pajovë
- Përparim
- Shezë

### Prefettura di Fier

#### Distretto di Fier
- Fier
- Patos
- Roskovec
- Cakran
- Dermenas
- Frakull
- Kuman
- Kurjan
- Levan
- Libofshë
- Mbrostar (Mbrostar Ura, Mbrostar Ure)
- Portëz
- Qendër (Qender Afrim i Ri)
- Ruzhdie
- Strum (Strumë)
- Topojë
- Zharrëz (Zharres)

#### Distretto di Lushnjë
- Divjakë
- Lushnjë
- Allkaj
- Ballagat
- Bubullimë
- Dushk
- Fier-Shegan
- Golem
- Grabian
- Gradishtë (Gradisht, Gradishë)
- Hysgjokaj
- Karbunarë
- Kolonjë
- Krutje
- Rremas (Remas)
- Tërbuf

#### Distretto di Mallakastër
- Ballsh
- Aranitas
- Fratar
- Greshicë
- Hekal
- Kutë
- Ngraçan (Ngracam)
- Qendër (Qender, Qendër Dukas)
- Selitë (Selite)

### Prefettura di Kukës

#### Distretto di Has
- Krumë
- Fajza (Fajzë)
- Gjinaj
- Golaj

#### Distretto di Kukës
- Kukës
- Arrën (Arn)
- Bicaj
- Bushtricë
- Grykë-Çajë
- Kalis
- Kolsh (Klosh, Kolç)
- Malzi
- Shishtavec
- Shtiqën
- Surroj
- Tërthore
- Topojan
- Ujëmisht
- Zapod

#### Distretto di Tropojë
- Bajram Curri
- Bujan
- Bytyç
- Fierzë (Fierze)
- Tropojë (Fshat Tropojë, Tropojë Fshat)
- Lekbibaj
- Llugaj
- Margegaj

### Prefettura di Scutari

#### Distretto di Malësi e Madhe
- Koplik
- Gruemirë (Grumire)
- Kastrat
- Kelmend
- Qendër Koplik (Qender Koplik)
- Shkrel

#### Distretto di Pukë
- Fushë Arrëz (Fush Arrëz, Fushe Arez)
- Pukë
- Blerim
- Fierzë
- Gjegjan
- Iballë
- Qafë Mali (Qafemali)
- Qelëz (Qellez)
- Qerret
- Rrapë

#### Distretto di Scutari
- Scutari (Shkodër)
- Vau i Dejës (Vau Dejës)
- Ana e Malit (Ana Malit)
- Berdicë
- Bushat
- Dajç
- Gur i Zi (Guri I Zi)
- Hajmel
- Postribë
- Pult
- Rrethinat (Rrethinat, Rrethinë)
- Shalë
- Shllak
- Shosh
- Temal
- Velipojë
- Vig Mnelë

### Prefettura di Tirana

#### Distretto di Kavajë
- Kavajë
- Rrogozhinë (Rogozhine)
- Golem
- Gosë
- Helmës (Helmas)
- Kryevidh
- Lekaj
- Luz i Vogël (Luzi i Vogel)
- Sinaballaj
- Synej

#### Distretto di Tirana
- Kamëz
- Tirana (Tiranë)
- Vorë
- Baldushk
- Bërxullë (Berxull)
- Bërzhitë (Berxhite)
- Dajt
- Farkë (Sauk)
- Kashar
- Krrabë (Kerrabe)
- Ndroq
- Paskuqan
- Petrelë (Njësi Bashkiake)
- Pezë
- Prezë
- Shëngjergj
- Vaqarr
- Zall Bastar
- Zall Herr (Zall Her)

### Prefettura di Valona

#### Distretto di Delvinë
- Delvinë (Delvina)
- Finiq
- Mesopotam (Mesapotam)
- Vergo

#### Distretto di Saranda
- Konispol
- Saranda
- Aliko
- Dhivër (Vidher)
- Ksamil
- Livadhja
- Lukovë
- Markat
- Xarrë

#### Distretto di Valona
- Himara (Himarë, Chimara)
- Orikum
- Selenizza
- Valona (Vlorë)
- Armen
- Brataj
- Horë-Vranisht (Vranisht)
- Kotë
- Novoselë (Piskal Novoselë)
- Qendër (Qendër Pusi)
- Sevaster (Sevastar)
- Shushicë
- Vllahinë